# マーロン・ストークス
マーロン・ストークス（Marlon D. Stokes）は、1999年から2002年にかけて日本で活動したゴスペルミュージックディレクター、キーボーディスト、プロデューサーである。

## 日本での活動
軍人である妻が横田基地に派遣となったため、当時3人いた子供の世話をする主夫として来日した。従軍牧師 (Chaplain) としては希有なカリスマを持ったネイト・クロフォード牧師を擁し、在日黒人教会として急成長していた横田イーストチャペル・ゴスペル礼拝にバンドディレクターとして就任。また、来日以前にはヒップホップ、R&Bプロデューサーとしての実績もあったため、在日中はBMG、ソニー・ミュージックなどからの新人向けR&Bトラック作成に迎えられた。
その後のイーストチャペルの急成長の担い手となるなど、教会内でも目覚ましい活動を見せる一方、都内で日本人向けのゴスペルコーラスクラス「東京ゴスペルミュージックスタジオ」を開講する事となる。卓越した音楽能力と、宗教的な枠を超えるようにも見える彼のメッセージのスタイルは日本人生徒に大きなインパクトを持ち、数名で始まったクラスは半年で150名を超えるまでに成長した。
在日中のこれらの活動の中で多くのシンガーやミュージシャンに影響を与えたのみでなく、彼との出会いの影響でキリスト教に入信した者も多い。
妻の日本での任期が終了する頃が迫ったことに伴い、各方面から日本に残って活動を続けてくれるよう依頼があり、生活の維持に充分な報酬の申し出も多くあったが、「日本での音楽は、ほとんど如何にアメリカの音楽に似せるかでのみ評価されてしまう。音楽的な刺激がなく、自分が停滞するのが怖い」との理由で、帰国を決断した。クロフォード牧師、ストークスの相次ぐ帰国後、イーストチャペル・ゴスペル礼拝は急速に分裂、縮小する。
帰国後はゴスペルミュージックのみに集中してプロデュース活動を行い、2006年には総プロデュースを請け負ったJimmy Hicks 「Born Blessed」がアメリカ南部地域を中心に大ヒットとなり、アメリカのゴスペル音楽で最も権威ある賞、en:Stellar_Award(ステラ・アワード)のSong Of The Yearなど3部門でノミネートされている。